# Người Canada gốc Hoa
Người Canada gốc Hoa (tiếng Trung: 華裔加拿大人; Hán-Việt: Hoa duệ Gia Nã Đại nhân; bính âm: Huáyì Jiānádà Rén; Việt bính: waa4 jeoi6 gaa1 naa4 daai6 jan4) là người Canada có tổ tiên toàn bộ hoặc một phần từ người Trung Quốc (người Hán), bao gồm cả người Trung Quốc nhập cư và người Trung Quốc sinh ra tại Canada. Sắc tộc này là một sắc tộc con của nhóm con người Canada gốc Đông Á, là một nhóm con khác của người Canada gốc Á. Nghiên cứu nhân khẩu học có xu hướng bao gồm những người nhập cư từ Trung Quốc đại lục, Đài Loan, Hồng Kông và Ma Cao, cũng như Hoa kiều đã nhập cư từ Đông Nam Á và Nam Mỹ vào danh mục người Canada gốc Hoa được xác định rộng rãi.
Người Canada tự nhận mình là người gốc Hoa chiếm khoảng 5,1% dân số Canada, tương đương khoảng 1,77 triệu người theo điều tra dân số năm 2016. Cộng đồng người Canada gốc Hoa là nhóm sắc tộc lớn nhất của người Canada gốc Á, bao gồm khoảng 40% dân số Người Canada gốc Á. Hầu hết người Canada gốc Hoa tập trung ở các tỉnh Ontario và British Columbia.